# Митяево (Тверская область)
Митяево — деревня в Калининском районе Тверской области. Относится к Бурашевскому сельскому поселению. До 2006 года входила в состав Андрейковского сельского округа.
Расположена южнее Твери, в 0,5 км к югу от деревни Андрейково.
В 1997 году — 25 хозяйств, 63 жителя.